# Sergio Zardini
Sergio Zardini (ur. 22 listopada 1931 w Turynie, zm. 21 lutego 1966 w Lake Placid) – włoski bobsleista, srebrny medalista igrzysk olimpijskich i wielokrotny medalista mistrzostw świata.

## Kariera
Pierwsze sukcesy w karierze Sergio Zardini osiągnął w 1958 roku, kiedy wspólnie z Sergiem Siorpaesem zdobył srebro w dwójkach, a razem z Massimem Boganą, Renatem Mocellinim i Albertem Righinim był trzeci w czwórkach podczas mistrzostw świata w Garmisch-Partenkirchen. Na rozgrywanych rok później mistrzostwach świata w Sankt Moritz razem z Romanem Bonagurą, Righinim i Ferrucciem Dalla Torrem wywalczył srebrny medal w czwórkach, a z Luciano Albertim zdobył srebro w dwójkach. W 1960 roku para Zardini/Alberti zdobyła kolejny srebrny medal w dwójkach podczas mistrzostw świata w Cortinie d'Ampezzo. Następnie w parze z Bonagurą zdobył brązowy medal w dwójkach na mistrzostwach świata w Lake Placid w 1961 roku oraz srebrne na mistrzostwach świata w Garmisch-Partenkirchen (1962) i mistrzostwach świata w Igls (1963). Równocześnie na tych imprezach startował w czwórkach, zdobywając razem z Bonagurą, Dalla Torrem i Renatem Mocellinim złoto w 1963 roku, a wspólnie z Bonagurą, Dalla Torrem i Enrikiem de Lorenzo srebro w 1962 roku. Ostatni sukces osiągnął podczas igrzysk olimpijskich w Innsbrucku w 1964 roku, gdzie z Bonagurą wywalczył srebro w dwójkach. Na tej samej imprezie był też czwarty w czwórkach. Były to jego jedyne starty olimpijskie.
Zardini zginął na torze bobslejowym w Lake Placid po tym, jak pilotowany przez niego bobslej wypadł z trasy na jednym z zakrętów. Zardini uderzył w ścianę, ginąc na miejscu.